# R&F (motorfiets)
R&F is een historisch merk van motorfietsen.
De bedrijfsnaam was: Motorradbau Kraftfahrzeugwerk München AG, München.
R&F was een Duits merk dat een beperkt aantal motorfietsen met eigen met eigen 346cc-kopklepmotoren produceerde.
R&F ontstond in een periode dat honderden kleine bedrijven begonnen met de productie van goedkope motorfietsen. De meesten produceerden bovendien goedkoper dan R&F omdat ze hun motorblokken niet zelf maakten maar eenvoudig inbouwmotoren bestelden bij andere merken. Het gros van deze merkjes stopte er in de periode 1925-1926 weer mee. R&F produceerde van 1924 tot 1926.